# Kenny Random
Pour les articles homonymes, voir Random.
Kenny Random (né Andrea Coppo à Padoue en 1971) est un artiste et graffeur italien.

## Biographie
Il commence à peindre des graffitis dans les années 1980, sur les murs de Padoue. Il collabore ensuite avec des lignes de vêtements pendant les années 1990 au Royaume-Uni et aux États-Unis. Il contribue également à des campagnes de publicité pour le fabricant de patins Roces.
Plus tard, il collabore avec MTV, à travers une vidéo réalisée lors d'une tournée en Californie avec le patineur Daniel Cardone, et un court métrage à Gênes en 2002 sur le G8.
En 2011, une de ses peintures est achetée par le magnat russe Roman Abramovitch.
Afin de documenter sa production artistique (qui, au fil du temps, s'est élargie à des peintures sur toile, des vêtements et des objets du quotidien), il publie en 2011 un ouvrage intitulé Lies.

## Kenny Random et la ville de Padoue
Malgré la diversité de sa production artistique, les œuvres pour lesquelles il est le plus connu sont les nombreuses peintures murales qui ornent la ville de Padoue, auxquelles il ajoute périodiquement de nouvelles œuvres.
Sa production évolue au fil des ans, commençant par des figures anthropomorphes, en passant par des silhouettes au pochoir, jusqu'à intégrer différents personnages de dessins animés pour donner plus d'expressivité au message véhiculé.
Ses peintures murales se trouvent aujourd'hui à la fois dans la zone industrielle de Padoue et dans le centre historique. Elles sont souvent considérées comme faisant partie intégrante de la ville : dans certains cas, on a choisi de les protéger lors de la rénovation de bâtiments.
En 2007, une exposition lui est consacrée dans la galerie Spazio Tindaci à Padoue. En 2012, certaines de ses œuvres sont exposées au Centre culturel Altinate/San Gaetano.
En décembre 2012, il réalise une opération intitulée The Gift : il répartit 32 de ses œuvres dans la ville et fournit des indices sur son profil Facebook et son site web pour aider à les retrouver. Ainsi, n'importe quelle personne ayant trouvé une œuvre en devient le propriétaire légitime. En décembre 2013, il reproduit l'opération, avec The Gift 2, en déposant vingt-trois médaillons numérotés à divers endroits de la ville, sur plusieurs jours.
L'une de ses peintures murales est devenue la pochette du CD Seguendo Le Nuvole du groupe Mideando String Quintet, originaire de Padoue.